# Floruit
A floruit, rövidítve fl. (vagy alkalmanként flor.) latin szó, jelentése ’virágzott’. Egy időpontot vagy időszakot jelez, amelynek során egy személyről ismert, hogy akkor életben volt vagy aktív volt. Angolban is lehet használni főnévként, jelezve azt az időt, amikor valaki úgymond „virágzott”.

## Etimológiája, használata
A flōruit a latin flōreō, flōrēre ’virágzik’ igének kijelentő módú, befejezett jelen (egyfajta múlt) idejű, egyes szám harmadik személyű alakja; ennek származéka a flōs, flōris ’virág’ főnév.
Általánosságban akkor használjuk, amikor egy személy, egy jelenség vagy bármi más csúcstevékenysége zajlott. Pontosabban a genealógiai iratokban, amikor egy személy születésének vagy halálának dátuma ismeretlen, de néhány más bizonyíték jelzi, hogy mikor volt életben. Például ha John Jones végrendeletet készített 1204-ben és 1229-ben, és van egy házassági jegyzőkönyve 1197-ből, a rekordba ez úgy írható be, hogy John Jones (fl. 1197–1229).
A kifejezést gyakran használják a művészettörténetben, amikor pl. egy művész karrierjének egyes alkotói időszakát ismerjük, de pontos születési és/vagy halálozási dátumát nem, így ezen időpontok jelentősen eltérhetnek.

## Lásd még
- Cirka (c., ca., cca., k. (körül), kb.)
- Uralkodása (r., latin rexit)
- Tempore (temp.)

## Kapcsolódó szócikk
- Családfa

## Fordítás
Ez a szócikk részben vagy egészben  a   Floruit című angol Wikipédia-szócikk ezen változatának fordításán alapul.  Az eredeti cikk szerkesztőit annak laptörténete sorolja fel. Ez a jelzés csupán a megfogalmazás eredetét és a szerzői jogokat jelzi, nem szolgál a cikkben szereplő információk forrásmegjelöléseként.